# كأس ملك إسبانيا 1981–82
كأس ملك إسبانيا 1981–82 (بالإسبانية: Copa del Rey de fútbol 1981-82)‏ هو الموسم 78 من كأس ملك إسبانيا. أشرف على تنظيمه الاتحاد الملكي الإسباني لكرة القدم، وكان عدد الأندية المشاركة فيه 136، وفاز فيه ريال مدريد.